# 平崎真弓
平崎 真弓（ひらさき まゆみ、1981年 - ）は、日本のヴァイオリン奏者である。ベルリン古楽アカデミーのコンサートマスター。ザルツブルク・モーツァルテウム大学教授。過去にはコンチェルト・ケルンのコンサートマスターを務めた。
2006年にヨハン・ゼバスティアン・バッハ国際コンクール(ヴァイオリン／バロック・ヴァイオリン部門)で第2位受賞。2008年にブルージュ国際古楽コンクールで第3位受賞。フォルクヴァング音楽大学講師。

## 略歴
4歳でヴァイオリンをはじめ、ピアノや聖歌隊での歌唱も経験、東京藝術大学音楽学部附属音楽高等学校から同大学音楽学部に進学。2001年よりニュルンベルク・アウクスブルク音楽大学で、ウィーン・フィルハーモニー管弦楽団の元コンサートマスター、ダニエル・ゲーデに師事。同年ニュルンベルクで"Mozart Verein 1829"室内楽コンクール1位。2003年より同教授のアシスタント、卒業後は同大学講師を務める。2006年からバンベルクで教会音楽とオルガンを学ぶ。2006年にヨハン・ゼバスティアン・バッハ国際コンクールで第2位を受賞した際、審査員を務めたミュンヘン国立音楽大学マリー・ウィテガー教授の勧めもありバロック・ヴァイオリンに転じ、2007年より同教授に師事。また、ルツェルンのジュリアーノ・カルミニョーラに師事した他、並行してクリスティーネ・ショルンスハイムにチェンバロとフォルテピアノを師事する等、通奏低音・古楽演奏法を幅広く学んだ。
2009年よりエッセンのフォルクヴァング音楽大学にてバロック・ヴァイオリン講師。ブリュール城でのハイドン・フェスティバルでコンチェルト・ケルン芸術監督のマルティン・ザントホフと出会ったことを契機に、2011年以降コンサートマスター(主にバロックを担当)として招かれる。2017年よりザルツブルク・モーツァルテウム大学教授。2024年からベルリン古楽アカデミーのコンサートマスター。
その他、バーゼル室内管弦楽団、ラ・ディヴィナ・アルモニア、Ensemble Nuovo Aspetto等に参加して各国で演奏活動を行っている。

## 使用楽器
- ヴァイオリン Joseph Guarnerius (1706) ： 個人貸与品
- バロック・ヴァイオリン Leopold Widhalm (1774)
- バロック・ヴァイオリン Jacobus Stainer (1659) : Musikkollegium Winterthur 貸与品 [13]

## 演奏活動

### 録音
- "The Tube Only Violin, Herzbewegende Violinstücke" (2003年、Tacet)
恩師ゲーデを中心とした高音質CDの企画中、ヨーゼフ・ヘルメスベルガー2世の"ロマンス"を演奏。
- Mayumi Hirasaki, Christine Schornsheim "Bach in romantischer Manier" (2010年11月、Genuin)
平崎のミュンヘンでのチェンバロの師でもあるショルンスハイムがフォルテピアノで伴奏。ロマン派のバッハ享受を体験することで「最初は混乱するかと思いましたが、全く逆で、作品へのより自由な観点を得ました - 誰かが私の耳をもう一度開けてくれたかのように」[14]と言う。このレパートリーは、同じコンビにより公演もされている[15]。また、メンデルスゾーンにフォーカスした選曲で国内の研究会でも演奏された[16]。
- Jakob David Rattinger "German & French Chamber Music - 1633 - 1767" (2011年7月、Classic Concert Records)
ソナタ・組曲全曲でバロック・ヴァイオリンを担当。
- Vittorio Ghielmi, Dorothee Oberlinger, Il Suonar Parlante Orchestra "Barbarian Beauty: Concertos for Viola da Gamba" (2012年9月、Passacaille)
- Christoph Dangel "Vivaldi, Platti, Romanelli, Paganelli: Sonatas for Cello and B.c." (2013年3月、Harmonia Mundi)
トリオソナタにてヴァイオリンを担当。
- ペーター・ダイクストラ指揮/バイエルン放送合唱団/レーゲンスブルク大聖堂聖歌隊/コンチェルト・ケルン "J.S.バッハ:マタイ受難曲 BWV244" (2014年4月、BR KLASSIK)
第2群首席と独奏を担当。
- Ratis: Dialoghi con l'Angelo - Dramatic Cantatas & Popular Songs (2014年5月、Accent Records)
Ensemble Nuovo Aspettoとしての録音。
- Concerto Köln "Brandenburg Concertos" (2014年9月、Berlin Classics)
第1番でヴィオリーノ・ピッコロ独奏。第3番では、第2楽章の2つの和音から第3楽章への流れをレチタティーヴォとアリアの関係に擬し、楽想に宗教曲との関連を指摘する等、平崎独自の解釈を加えている[14]。
- Il Gardellino, Marcel Ponseele "Bach: Cantatas, BWV 146, 103 & 33" (2014年10月、Passacaille)
- ジュリアーノ・カルミニョーラ "バッハ:ヴァイオリン協奏曲集" (2014年11月、ユニバーサル ミュージック)
『2つのヴァイオリンのための協奏曲』にて第1独奏ヴァイオリンを担当[17]。
- Valer Sabadus "ANTONIO CALDARA 1670-1736 Arie concertate" (2015年10月、SONY MUSIC)
ヴァイオリンの他、2曲で通奏低音のチェンバロを担当している[14]。
- Concerto Köln "Concerti Grossi After Scarlatti" (2015年10月、Berlin Classics)
平崎とザントホフの構想によるアルバム。コンサートミストレス[14]。リハーサル風景

### 日本での公演
- サイトウ・キネン・フェスティバル松本に、2001年のブランデンブルク協奏曲、2004年の『四季』等で参加。
- ドレスデンの花束 (2009年10月6日、近江楽堂)
チェンバロの北谷直樹とのバロックソナタ集。同じ公演をスイスでも行っている[18]。
- ラ・ディヴィナ・アルモニア イタリア・バロックの愛と夢/イタリア・バロックのクリスマス (2013年12月、王子ホール, 名古屋宗次ホール, 津田ホール)
ヴァイオリンの他、ロレンツォ・ギエルミがオルガンソロを弾く場合には平崎が通奏低音のチェンバロを担当した。
- コンチェルト・ケルン & ヨハネッテ・ゾマー～劇場の人ヘンデル vs 教会の人バッハ (2014年5月-6月、紀尾井ホール, 三鷹市芸術文化センター風のホール, 兵庫県立芸術文化センター, 名古屋電気文化会館)
コンサートミストレス兼ソリストとして演奏をリード。
- ロレンツォ・ギエルミ with 平崎真弓/ロレンツォ・ギエルミ オルガン＆チェンバロ・リサイタル (2016年2月、岐阜サラマンカホール, 王子ホール, 松江プラバホール, 兵庫県立芸術文化センター) [19]

## 評価
平崎のソロは名手カルミニョーラと何年も一緒に弾いているかのような完全に一致したスタイルで弾ききった。モダン楽器で聴き慣れているバッハのヴァイオリン協奏曲もバロック楽器の名手たちの演奏を聴くと、緊張感が重なって一段と身が引き締まる思いである。—廣兼正明、CLASSIC Review 2014年12月号(カルミニョーラと共演したCD)
・・・加えて、ヴァイオリニスト平崎真弓が率いる演奏家達の卓越したクオリティ、彼女は6曲のコンチェルト中4曲で主役を担った。—Werner Fritsch、Concerto Köln eröffnen die Musiktage(2015年10月、カッセルでのコンチェルト・ケルンによるブランデンブルク協奏曲全曲演奏)
深い内面の感情が激しいボウイングに見て取れる。(中略)興奮したトーンと、優しく踊るように流れ行く音楽の間で、神々しい様相の平崎真弓は言葉を用いることなく、キリストの受難を語る。—Udo Güldner、Bibers Sonaten als eine barocke Andacht(2010年3月、ピンツベルクでのハインリヒ・ビーバーのソナタ集演奏)
踊るようなしなやかな身のこなしと、研ぎ澄まされた感性によってコントロールされる弓！作品の息遣いをまさに体現するものだ。—長岡愼、Pre Concert 2016年2月～3月

## 放送
- クラシック倶楽部 『ラ・ディヴィナ・アルモニア 演奏会』 (2014年2月14日、NHK BSプレミアム) - 2013年12月12日の来日公演の収録。